# جيكوب شريفر
جيكوب شريفر (12 أبريل 1903 – 22 أبريل 1964) هو مبارز بالسيف هولندي راحل، مثّل بلاده في الألعاب الأولمبية الصيفية 1936.

## روابط رياضية
جيكوب شريفر على موقع أوليمبيديا (الإنجليزية)